# 学校法人立命館
学校法人立命館（がっこうほうじんりつめいかん）は、日本の学校法人。

## 概要
京都府京都市中京区西ノ京東栂尾町8番地に本部を置く。全学園の学生・生徒・児童数は48,686名、教職員数は2,758名（2017年時点）

## 歴史
- 1900年 - 中川小十郎が京都法政学校設立（1888年設立の「京都法学校」を吸収）。学園監事に末弘威麿、初代校長に民法学者・富井政章が就任。
- 1901年 - 西園寺公望の実弟・住友吉左衛門からの寄付を受け、広小路（上京区清和院口寺町東）に移転。
- 1903年 - 専門学校令による私立京都法政専門学校と改称。
- 1904年 - 私立京都法政大学と改称（専門学校令準拠）。
- 1905年 - 廃絶していた西園寺公望の私塾「立命館」の名称の使用許可を得る。またこの時、西園寺公望から直筆の「立命館」の3文字を大書、75文字のゆかりを付記した大扁額が寄贈される。私立清和普通学校（現在の立命館中学校・高等学校）開校。
- 1906年 - 私立清和普通学校を中学校令による私立清和中学校と改称。
- 1913年 - 学校組織を財団法人に切り替え、財団法人立命館が設立（設立出願9月15日、認可12月2日）。私立京都法政大学を私立立命館大学に、私立清和中学校を私立立命館中学に改称。
- 1917年 - 西園寺公望より、「佐倉丸」（日露戦争の旅順閉塞船）の鐘を寄贈される。
- 1919年 - 私立立命館大学と私立立命館中学から「私立」の冠称を廃止。
- 1922年 - 大学令による立命館大学の設立認可。立命館中学が広小路から北大路に移転。
- 1925年 - 専門学校令による立命館大学廃止。

- 1926年 - 養性館竣工。

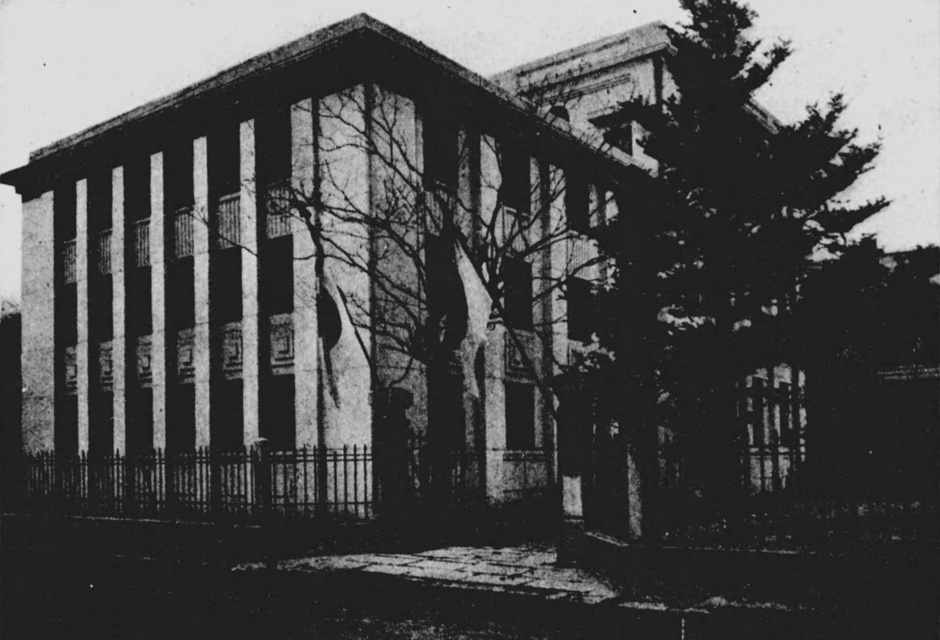
養性館（のちの興学館）
1926年12月竣工。1階に法人本部など、2階に立命館文庫、3階に学長室と研究室が入った。

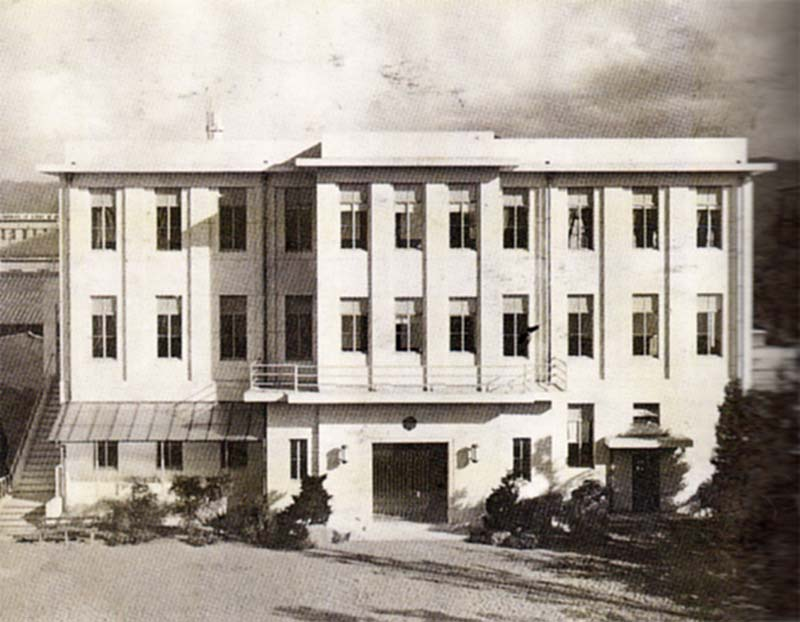
初代中川会館（広小路学舎）
1936年12月に竣工。

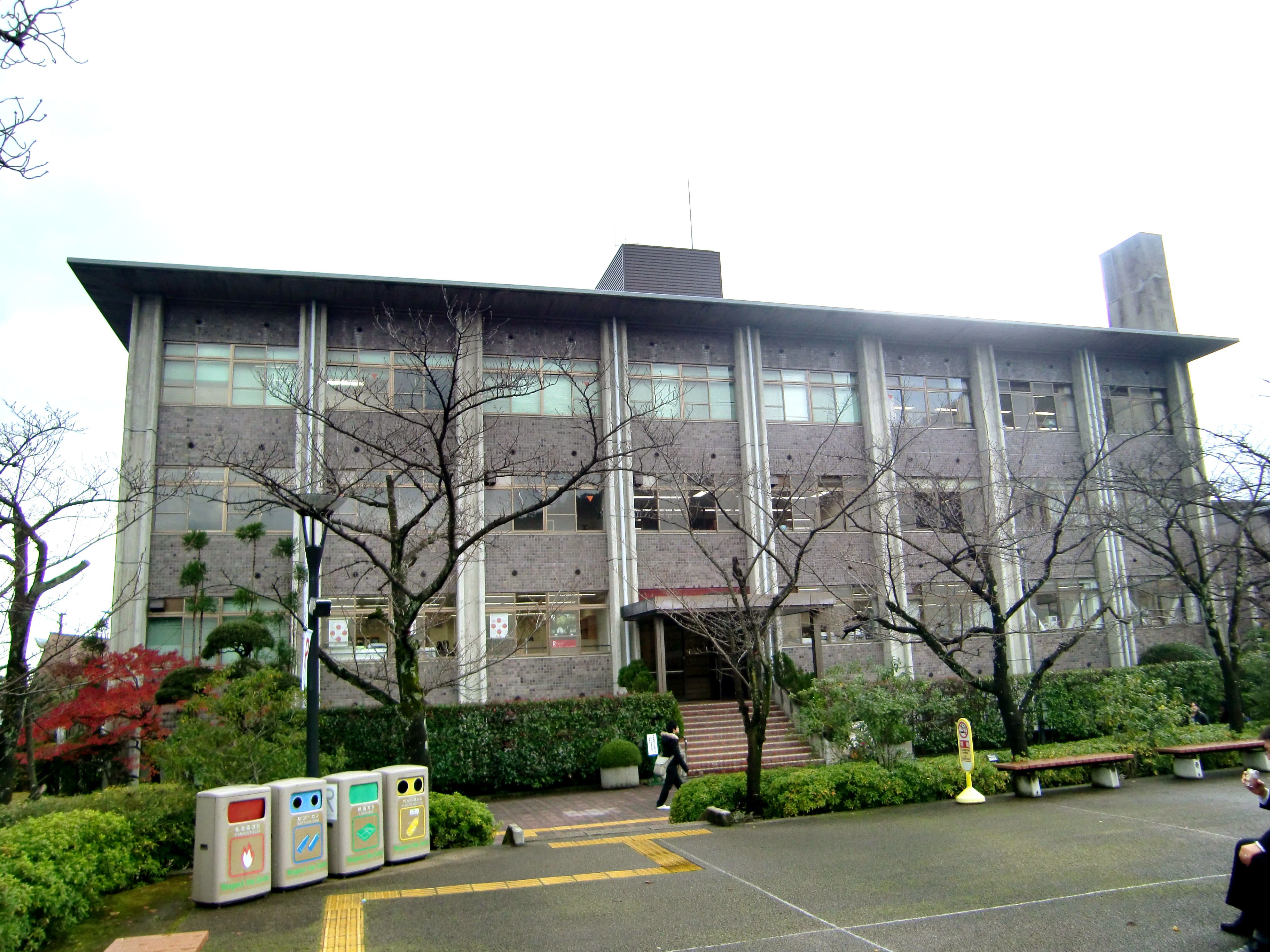
至徳館（衣笠キャンパス）
2代目中川会館として1979年に竣工。2006年まで学園本部機能を担う管理棟であった。地階には立命館大学生協・購買部がある。

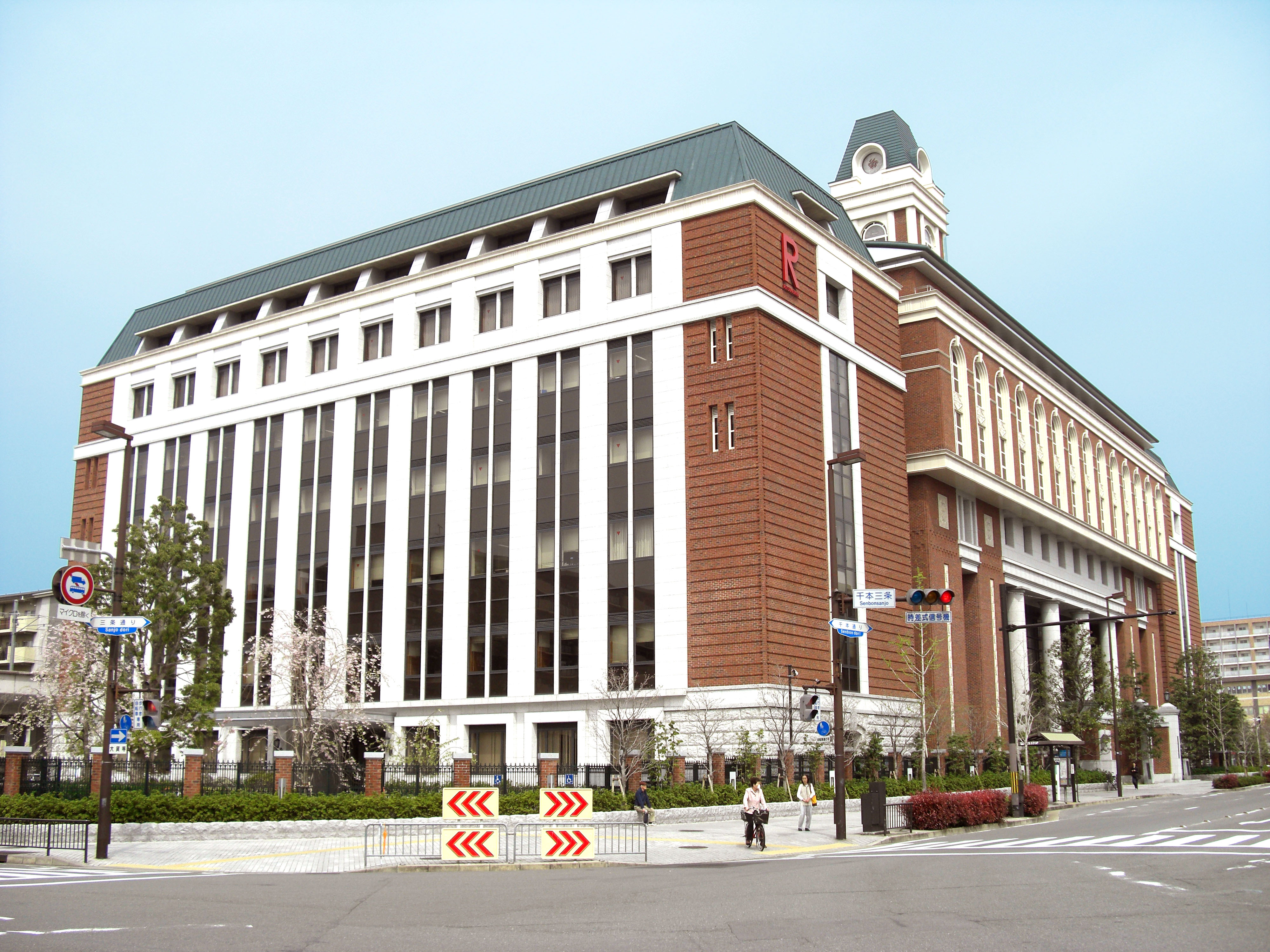
3代目中川会館（朱雀キャンパス）

- 1928年 - 総長制を廃して館長制を採用する。立命館中学を立命館中学校と改称。
- 1929年 - 立命館商業学校開校。
- 1931年 - 館長を総長と改称する。
- 1932年 - 西園寺公望が初来校（立命館・寺町広小路校地）。総長の案内で中央講堂、教室、研究室などを視察（9月22日）。
- 1933年 - 京大事件発生。
- 1935年 - 寄附行為改正により理事長・常務理事を設置。
- 1936年 - 初代中川会館竣工（広小路）。
- 1938年 - 西園寺文庫創設。立命館高等工科学校を開設（翌年立命館日満高等工科学校に改組）。
- 1939年 - 満州国皇帝・愛新覚羅溥儀から50万円の寄付を受け、衣笠に土地を購入。
- 1940年 - 学祖西園寺公望敬仰決議。
- 1941年 - 「西園寺公を偲ぶ展覧会」（京都大丸）を後援（京都日出新聞社主催、外務省後援、文部省後援）。
- 1942年 - 立命館日満高等工科学校が専門学部工学科に昇格。加古文庫創設。
- 1944年 - 立命館大学を立命館専門学校に改組[2]。中川小十郎死去。立命館工業学校開校。
- 1946年 - 寄附行為から国家主義的内容を削除。総長制を廃して学長制に改める（翌年総長制に戻す）。
- 1947年 - 新制立命館中学校と立命館神山中学校を設置。
- 1948年 - 新制立命館大学、立命館高等学校、立命館神山高等学校、立命館夜間高等学校設置。
- 1949年 - 総長選任制度が発足。旧制の大学・専門学校の学生募集停止。
- 1950年 - 立命館短期大学併設（1954年廃止）。創立50周年記念式典を挙行。
- 1951年 - 財団法人立命館を「学校法人立命館」に組織変更。旧制の学部生・専門学校生が全員卒業[3]。
- 1952年 - 神山中学、神山高校、夜間高校廃止。
- 1953年 - 旧制の専門学校廃止。
- 1957年 - 末川文庫創設。
- 1960年 - 旧制立命館大学廃止[4]。
- 1979年 - 2代目中川会館竣工（衣笠）。
- 1981年 - 立命館大学広小路学舎閉校式典開催。
- 1983年 - 末川記念会館竣工。
- 1987年 - 西園寺記念館竣工。
- 1994年 - 立命館大学びわこ・くさつキャンパス (BKC) を滋賀県草津市に開設。
- 1994年 - 立命館宇治高等学校開校（学校法人宇治学園との合併）。
- 1995年 - 立命館大学慶祥高等学校（現立命館慶祥高等学校）開校（学校法人慶祥学園を合併）。
- 2000年 - 立命館アジア太平洋大学（大分県別府市）を開校。
- 2000年 - 立命館慶祥中学校開校。
- 2003年 - 立命館宇治中学校開校。
- 2005年 - 立命館孔子学院 設立。
- 2006年 - 立命館守山高等学校（市立守山女子高等学校を滋賀県守山市から無償移譲、さらに併行して平安女学院大学守山キャンパスも譲り受ける）開校。
- 2006年 - 立命館小学校開校。
- 2006年 - 立命館アジア太平洋大学孔子学院設置。
- 2006年 - 立命館朱雀キャンパス開設、法人本部を同キャンパス中川会館（3代目）に移転。
- 2007年 - 立命館守山中学校開校。
- 2008年 - 学校法人大阪初芝学園と提携協定を締結。
- 2009年 - 学校法人大阪初芝学園が初芝堺中学校及び初芝高等学校を初芝立命館中学校・高等学校に改称。
- 2011年 - 特定非営利活動法人（NPO法人）立命館孔子学院を解散し立命館大学に立命館孔子学院を設置。[要出典]
- 2015年 - 立命館大学大阪いばらきキャンパス (OIC、大阪府茨木市）開設。
- 2018年 - 2030年代に向けた「学園ビジョンR2030」策定[5]。

## 財団法人立命館

### 設立者
1913年12月13日、財団法人立命館の設立および学校名称変更発表式を開催。学校組織を財団法人立命館とするとともに、大学を私立立命館大学、中学校を私立立命館中学と改めることが発表された。学校名称の変更申請は末弘威麿の名義で行われたが、財団法人立命館の設立申請は中川小十郎名義で為され、二つの申請がほぼ同時に文部省から認可されたため、財団代表者と学園設立者が異なるという事態が発生した。この問題を解消するため、同年12月16日、末弘と中川の連名による申請書「財団法人立命館ヲ私立立命館大学設立者ト為スノ件」が文部省に提出され、中川小十郎および末弘威麿の二人が「財団法人立命館理事 兼 私立立命館大学設立者」の座を共有することになった。

### 組織
財団法人立命館の理事は、終身理事・任期制理事（任期3年）の二人制で、初代終身理事には中川小十郎が、任期制理事には末弘威麿が就任した。
理事の下には最大10名からなる協議会と、学園監事のポストが置かれた。なお、理事および監事は協議員を兼任するものとされた。初代の協議員は、京都帝国大学教授を中心に構成され、井上密、石坂音四郎、仁保亀松、戸田海市、織田萬、岡村司、勝本勘三郎、田島錦治らが選ばれた。また、立命館大学予科・立命館中学学監には京都帝大文科大学教授の小西重直が就任した。
協議員会には大きな権限が与えられ、委員の三分の二が賛成すれば財団の解散も可能であった。また、財団「寄附行為」には、財団解散時には所有財産の全てが京都帝国大学に寄付されると明記されていた。

## 法人名の由来

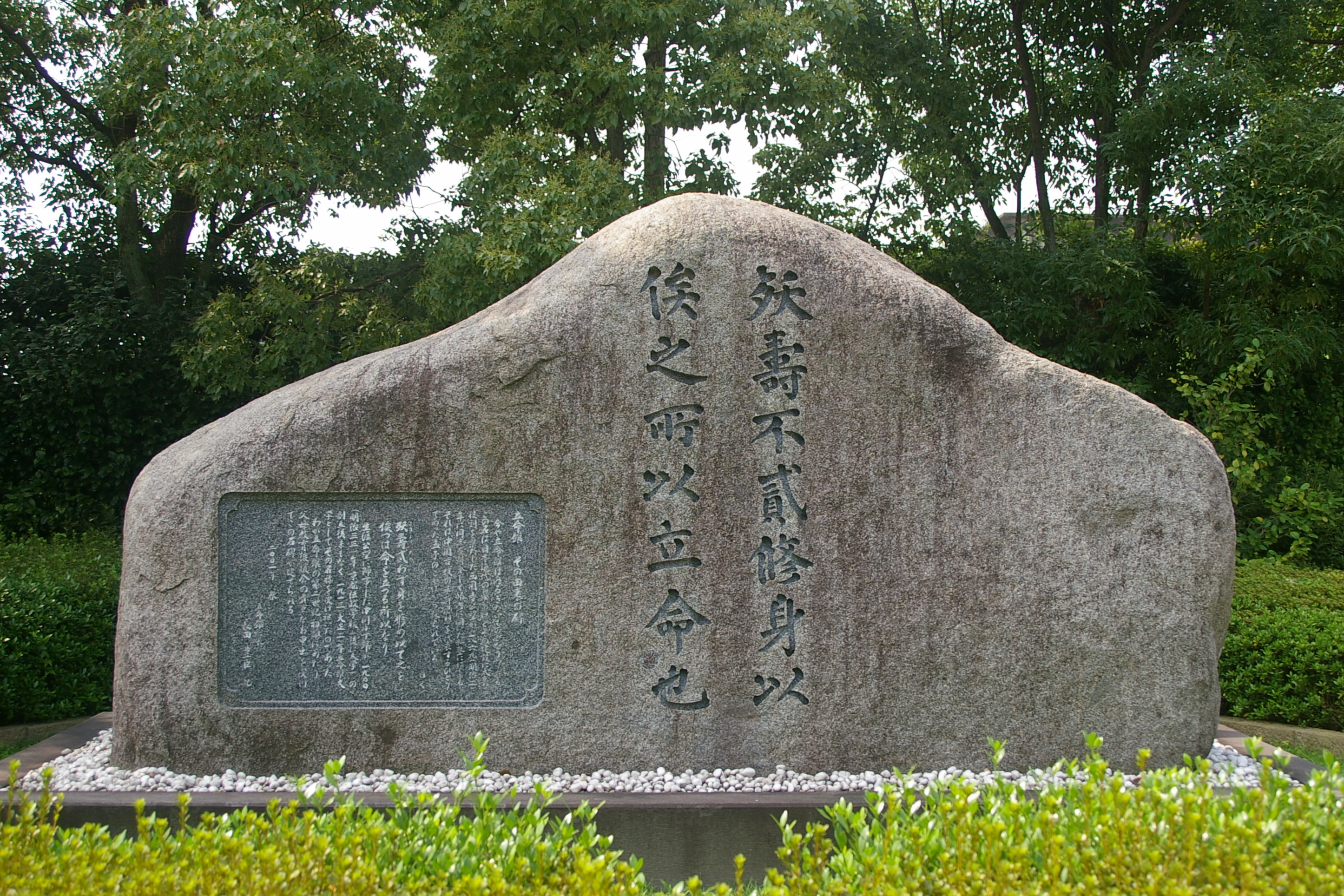
立命館大学衣笠キャンパス（京都市北区）にある石碑「立命館 その由来の碑」

立命館大学は中川小十郎が開いた京都法政学校が起源であるが、その立命館という名は、西園寺公望が京都御所邸内に一時開いていた私塾立命館に由来する。この「立命館」は、『孟子』盡心章（じんしんしょう）にある「殀寿貳（ようじゅたが）わず、身を修めて以て之を俟（ま）つは、命を立つる所以（ゆえん）なり」（人間の寿命は天命によって決められている。修養に努めてその天命を待つのが人間の本分の全うである、という意味。）という一節から得ている。1905年、廃絶していたこの「私塾立命館」の名称を、中川小十郎の希望により、中川の創設になる「京都法政学校」が継承することを許可した。その際、西園寺公望は、次のような扁額をしたためている。
立命館　-　往年、余は一校を興し名づけて立命館という。泰西に遊学するに及んで、校廃し名存す。この頃京都法政学校学員来り、その名を襲用することを請う。余は名の実を得ることを喜び、すなわち扁額を書してもってこれを与う。孟子いわく、殀寿貳わず、身を修めて以て之を俟つは、命を立つる所以なりと。蓋し学問の要はここに在り。明治三十八年四月 侯爵 西園寺公望

## 西園寺公望と立命館

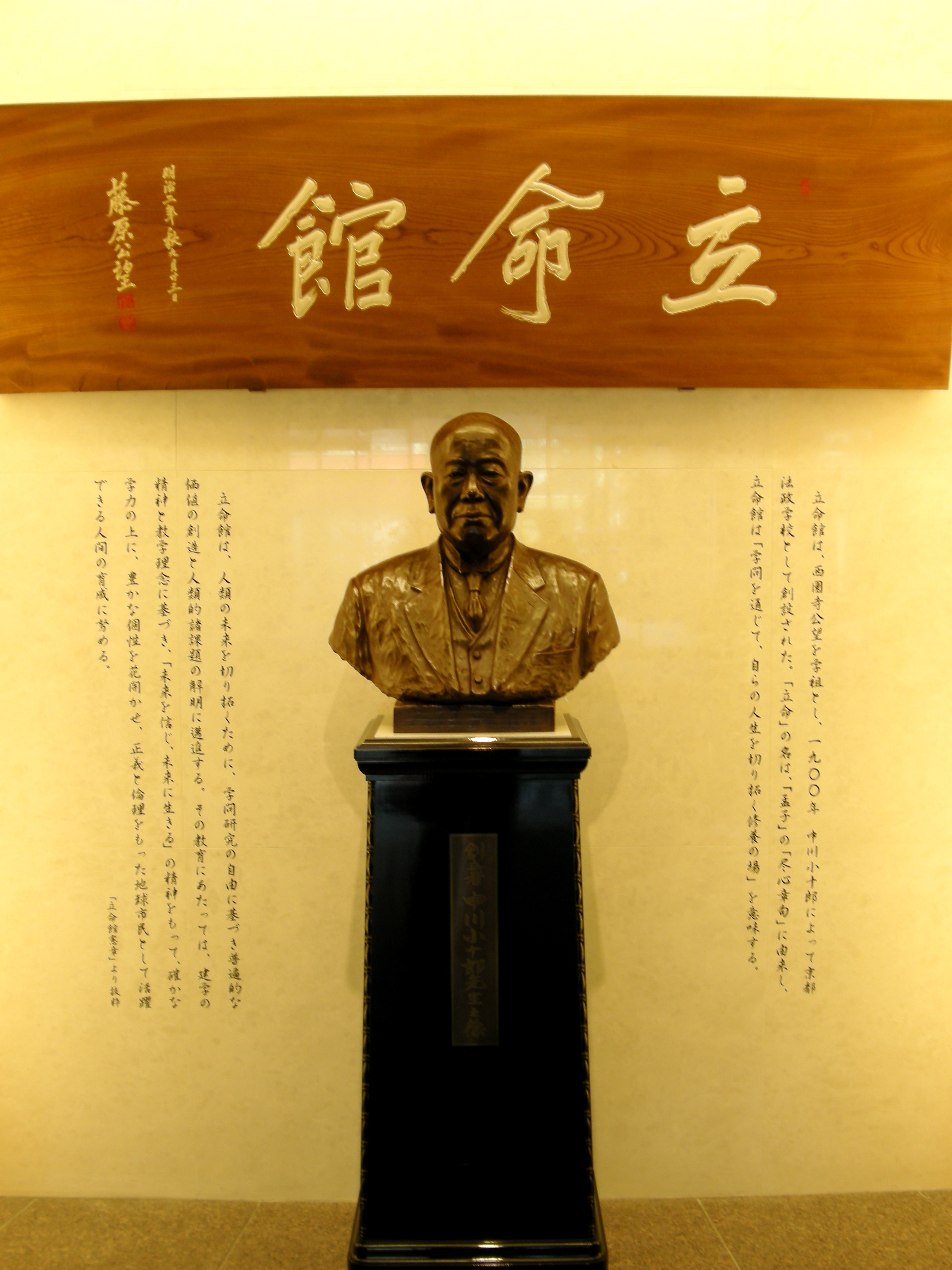
立命館扁額と中川小十郎

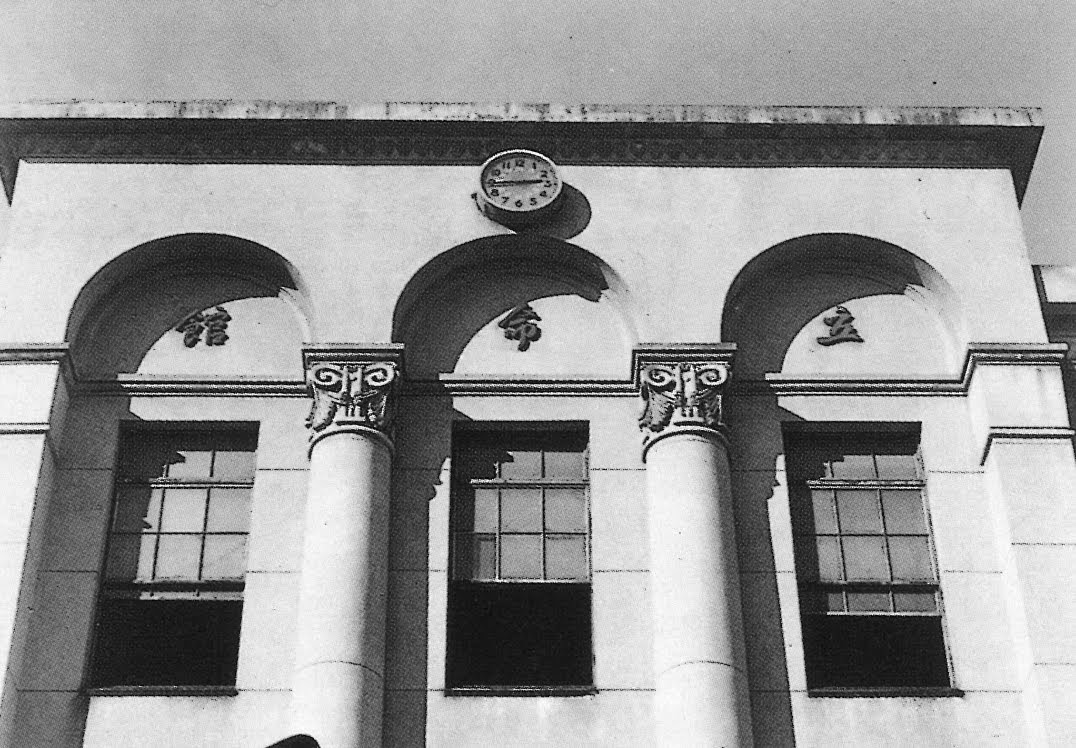
旧存心館時計台（広小路）の「立命館」の文字は西園寺が揮毫した文字をデザイン化したもの。

西園寺公望は1869年 私塾「立命館」を創設。（中川小十郎｛後の立命館大学創立者｝の郷里の人間が多数学生となっている。）京都府庁（太政官留守官）の差留命令により1年弱で閉鎖された。公望は私塾立命館を閉鎖させた際、大層残念に思い再興を誓う。
その後を継いだのが秘書官の中川小十郎だった。現在の立命館大学は、文部大臣当時の秘書官中川小十郎がその名跡を譲り受けたもので、大学組織的としての直接の繋がりはないが、公望は事実上の創立者の1人として京都法政学校（現・立命館大学）創立にあたり有形無形の支援を行った。
西園寺公望の実弟末弘威麿が学園幹事に就任、同じく実弟の住友財閥当主徳大寺隆麿(住友友純)による大口の寄付を行うなど、西園寺は自分の持つ政治力、人脈・金銭等を用い京都法政学校（立命館大学）に協力した。また教育面での貢献も大きく、中でも彼の寄付した書籍は現在も「西園寺文庫」として立命館大学に貴重なコレクションとして保存されている。
1回目の寄贈は1925年5月に行われた。これは立命館大学（旧制）が大学令による昇格条件を満たすために為されたもので、英仏書187冊であった。その後、1930年10月16日に和漢書約300冊、1938年6月には西園寺家伝来の和綴本739部881冊の寄贈が為された。 この和綴書には、宮中儀式、有職故実関係、改元記録、和歌関係などの貴重文書が含まれている。そして最後、すなわち4回目の寄贈は1940年5月に行われている。
この最後の寄贈資料は和漢書6,671冊にもおよび、西園寺公が特に愛読していたと思われるものが大量に含まれているのが特徴とされる。また公望は西園寺家家紋である「左巴」の旗を立命館大学が使用することを許可しており実際に使用されていた。中川小十郎が「立命館」の名称を用いることを公望に申し出た際には『立命館』の名称と精神の継承（立命館の再興）を大層喜び、『立命館と由緒』の大扁額を与えた。
のちに公望は「余が建設せる立命館の名称と精神を継承せる貴学」と現在の立命館大学のことを述べており、彼の作った私塾立命館を引き継ぐ存在としてその後も立命館大学に関わった。公望が没した1940年に立命館大学は、創立とその後の教育に大きく貢献した西園寺公望を立命館大学の「学祖」と取り決めた。西園寺家と立命館大学の交流は現代も続いており、大学の行事に西園寺家の人々が出席している。

## 学園ロゴ

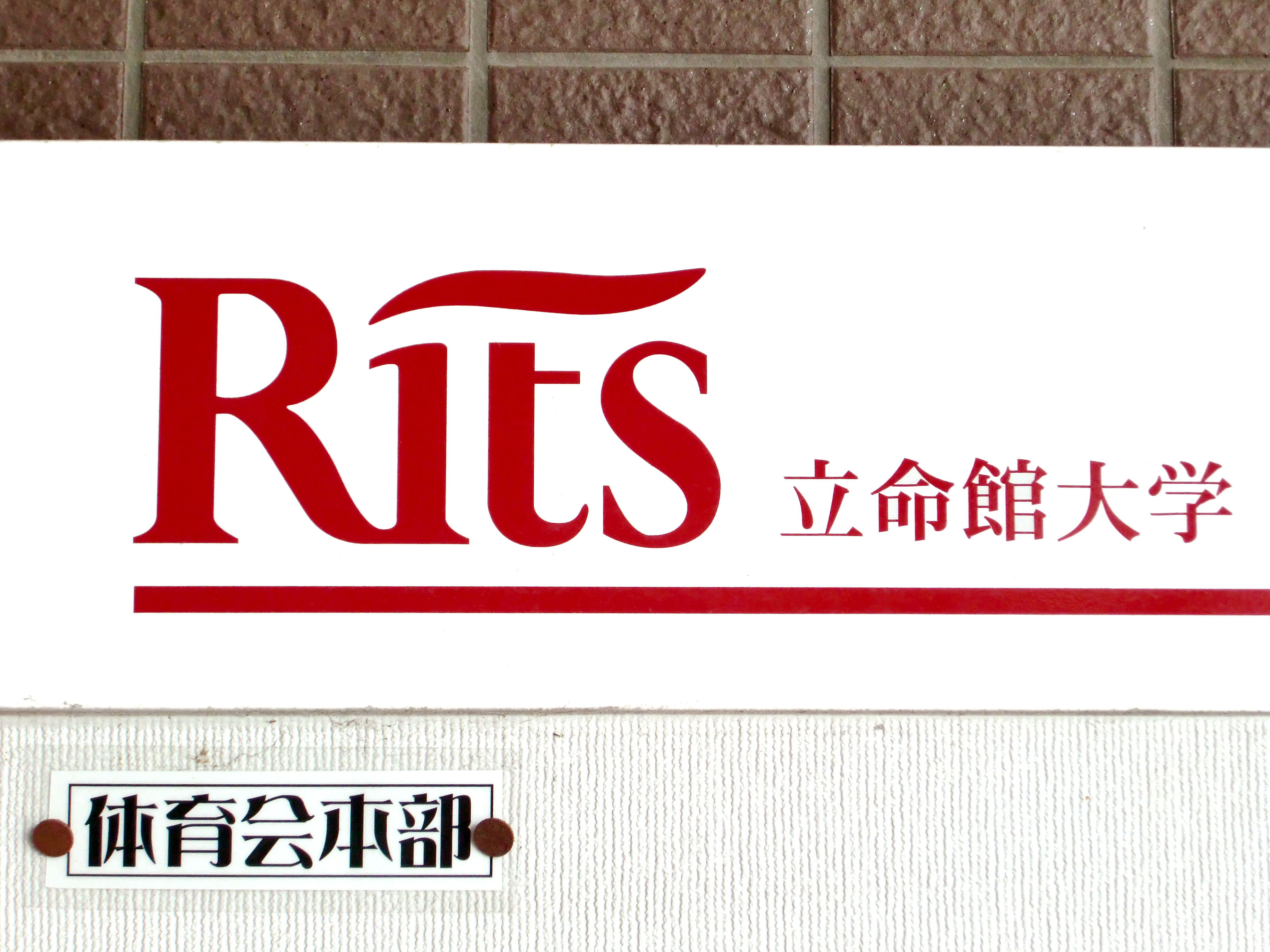
学校法人立命館シンボルマーク「Rits」
（商標登録番号： 4393342および4393343）
立命館大学びわこ・くさつキャンパス

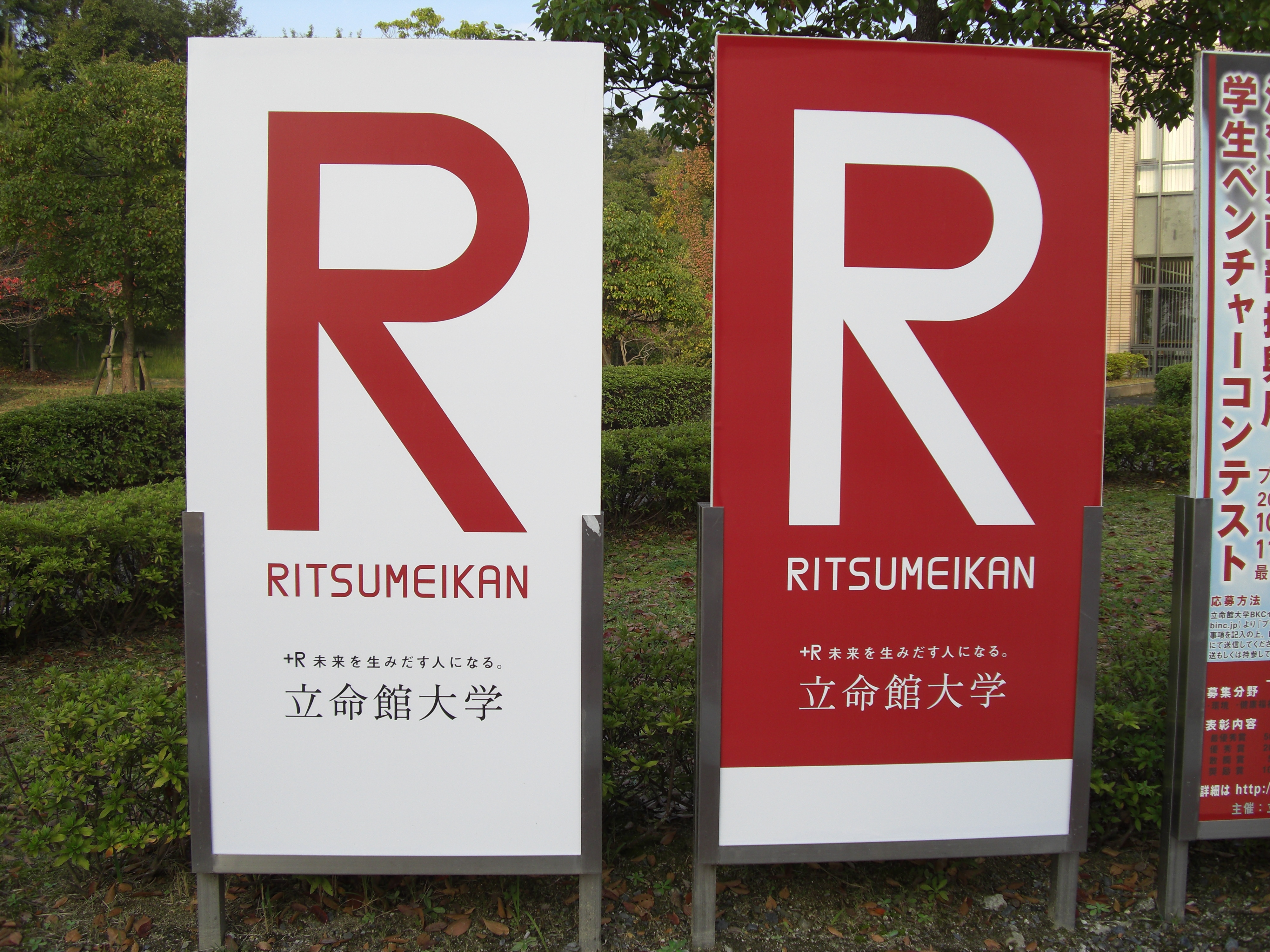
学校法人立命館コミュニケーションマーク「R」
（商標登録番号：5140443）
立命館大学びわこ・くさつキャンパス

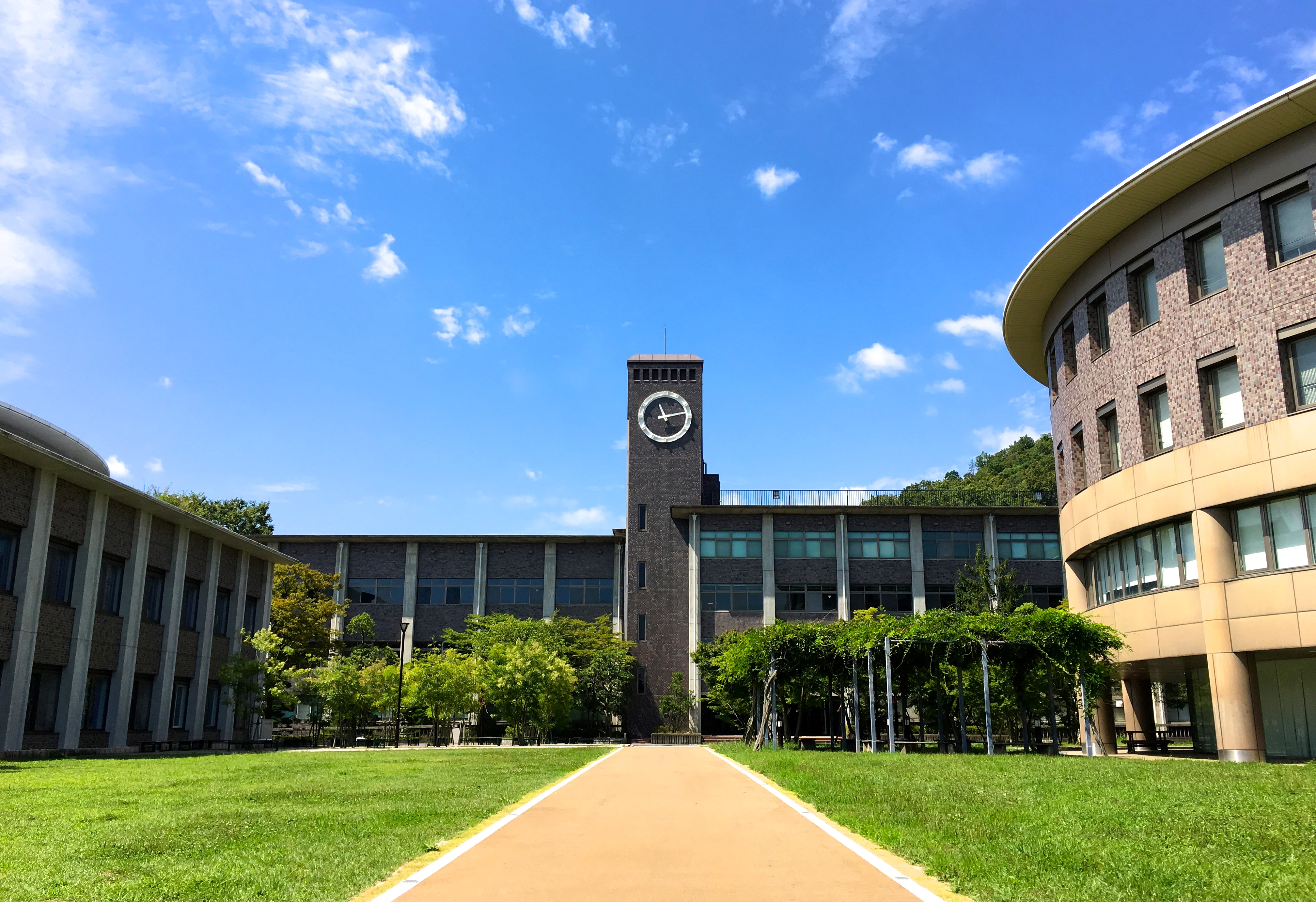
立命館大学衣笠キャンパス

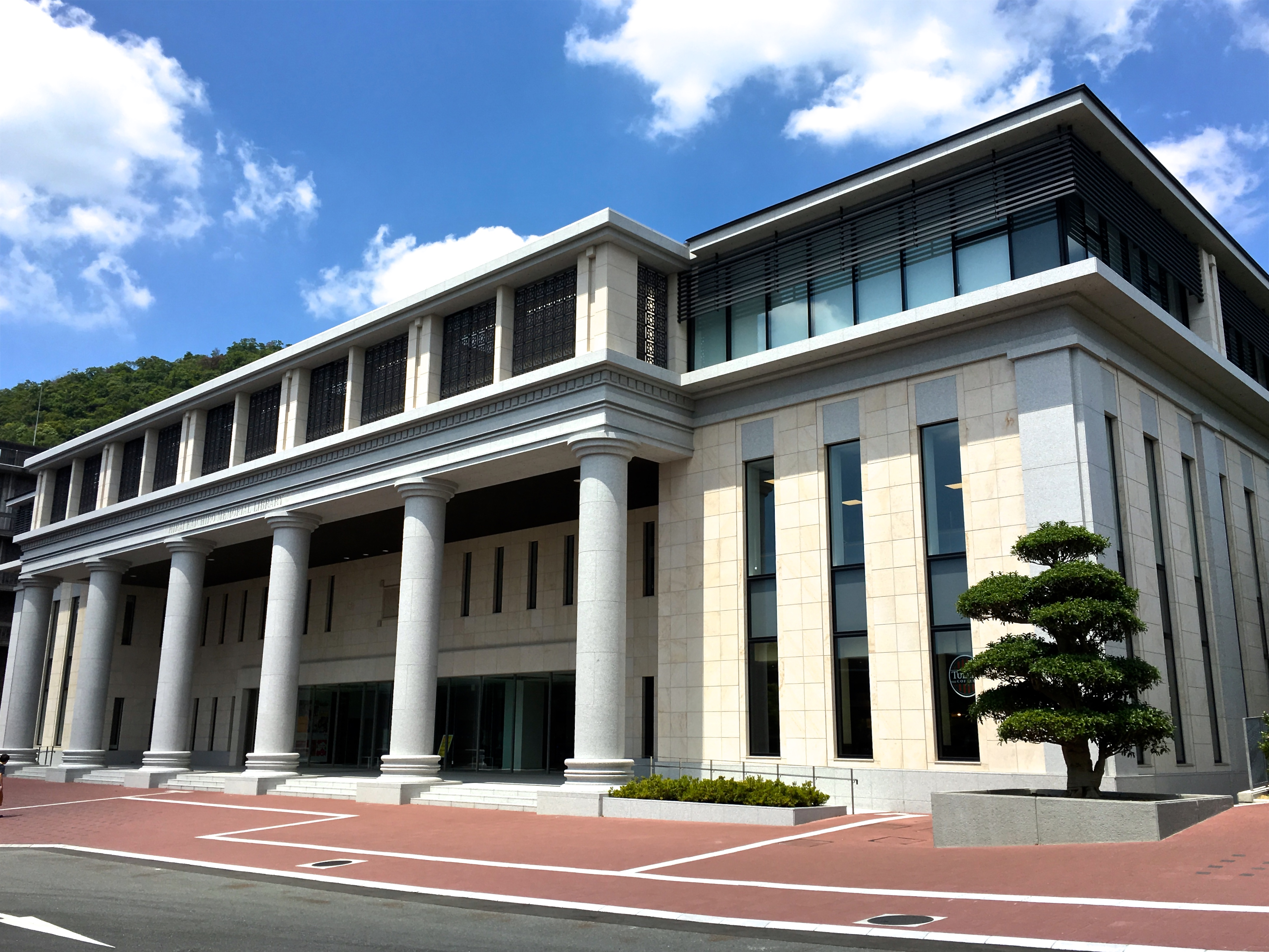
平井嘉一郎記念図書館（立命館大学衣笠キャンパス）

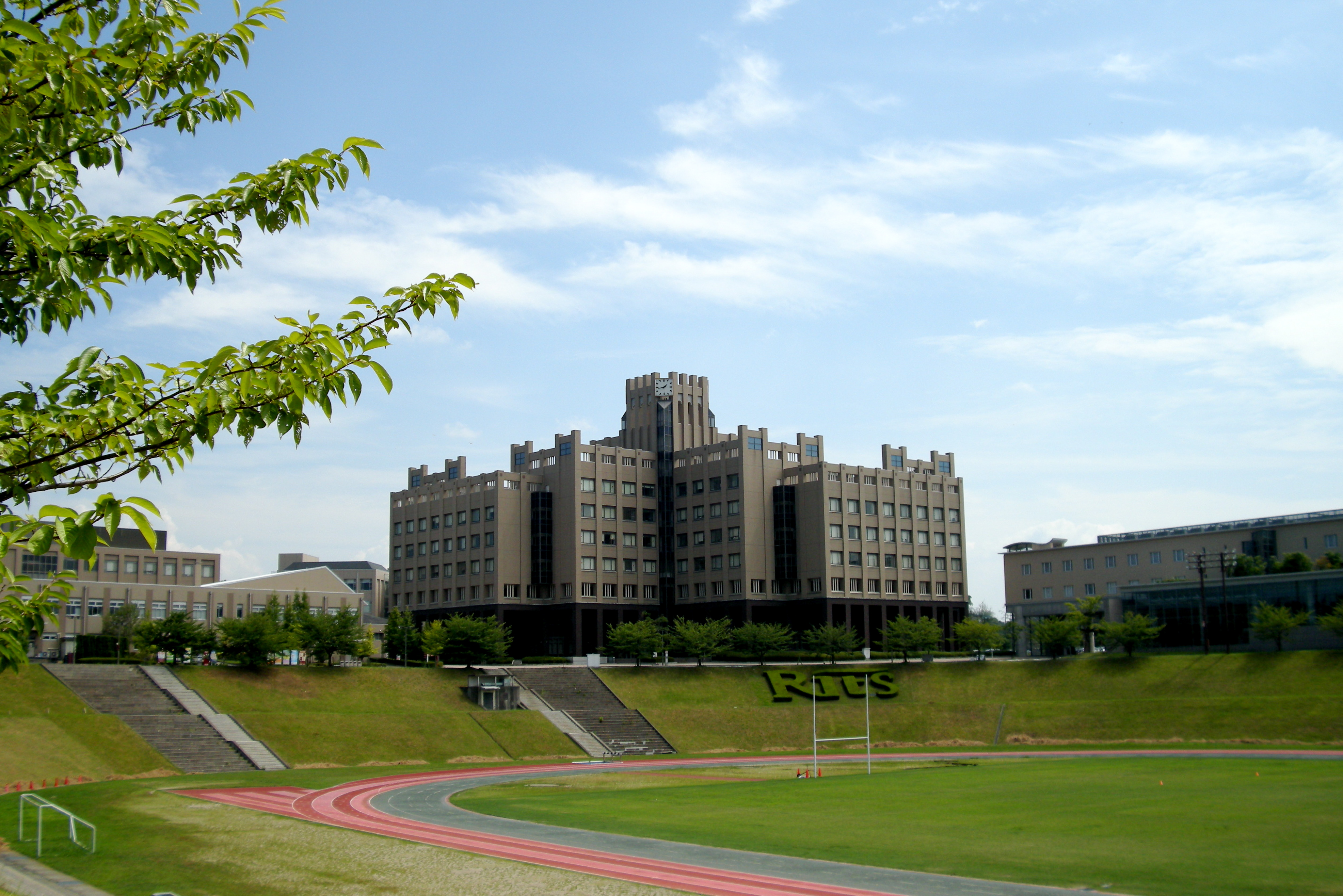
立命館大学びわこ・くさつキャンパス

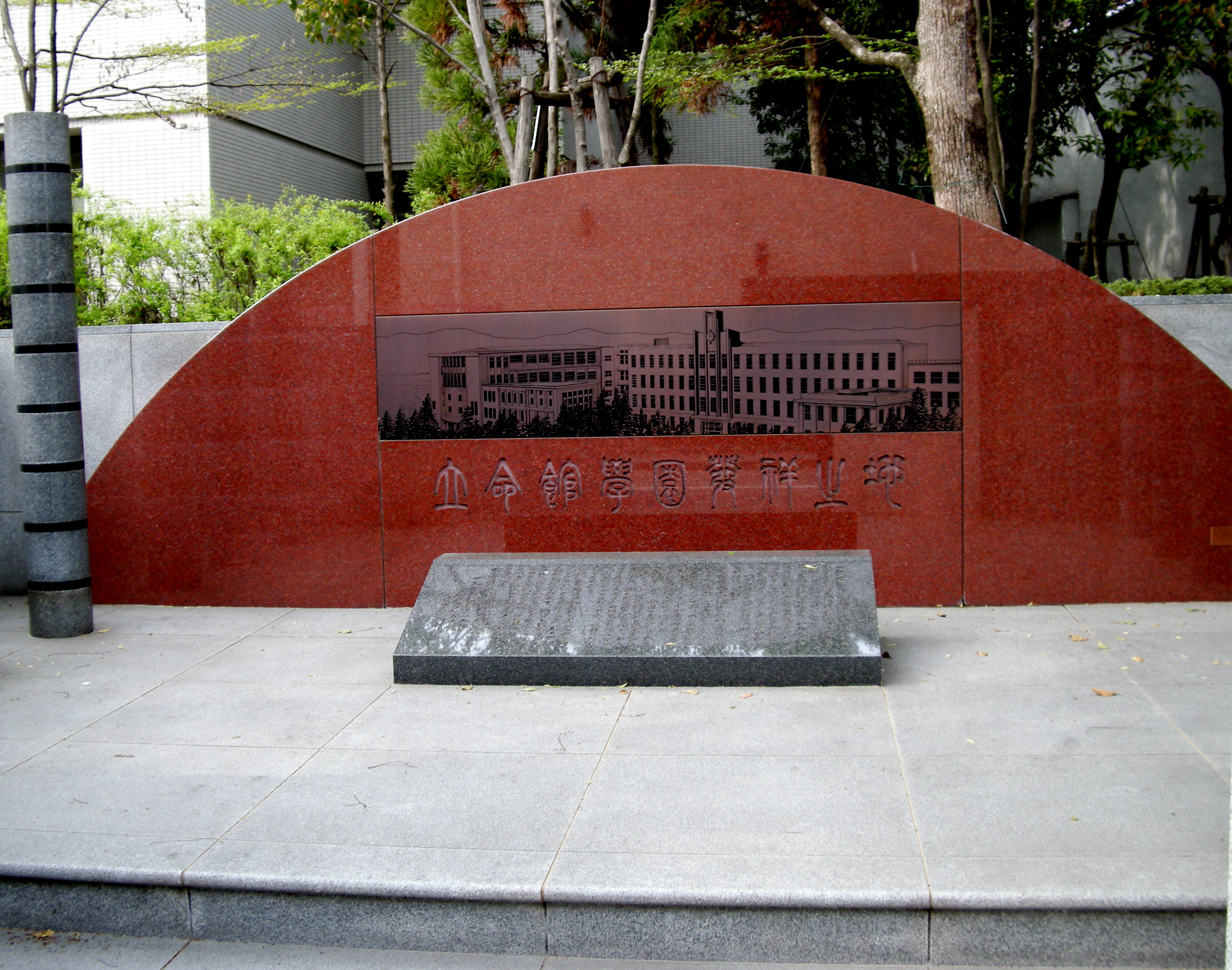
立命館学園発祥之地の碑
（旧立命館大学広小路学舎跡地）

立命館には校章とは別に二つの学園ロゴが存在している。
- 「Rits」
1994年、BKC（びわこくさつキャンパス）新展開を期に制定されたシンボルマーク。「リッツ」と読む。2000年6月23日に商標登録され、学園グッズのロゴとしても使用された（商標登録番号： 4393342および4393343）。1999年、世界的ホテルチェーン「ザ・リッツ・カールトン」が神戸凮月堂の経営する「ホテルゴーフルリッツ」を相手取り、類似名称の使用差止めにつき勝訴（大阪高判平成11年12月16日）して以降、Ritsロゴを商品に使用することは自粛しているが、商品以外への使用は続けている。
- 「R」
2007年10月に誕生したコミュニケーションマークで2008年6月13日に商標登録された（商標登録番号：5140443）。シンボルマークの「Rits」とは区別されて使用されることになった。マークとともにタグライン「+R 未来を生みだす人になる。」も制定された。立命館宇治高等学校以外の付属中学校・高校の制服のエンブレムとして正式に使用されているかについては不明であるが、立命館宇治高等学校の生徒の靴下や制服のエンブレムには2008年度入学生より男女ともに採用されている。「Rits」ロゴの場合、商標としての指定商品・指定役務区分が2区分のみだったのに対し、「R」ロゴは24区分に広がったため、より幅広い「商品」や「サービス」に使用することが可能である。
「R」のロゴデザインは、アートディレクターの秋山具義による。

## 学園歌
学校法人立命館傘下の諸学校の校歌と応援歌はすべて共通となっている。
- 校歌

明本京静作詞、近衛秀麿作曲。1931年制定。
- 応援歌

白井道造作詞、高橋半作曲。「グレーター立命」の歌詞で知られる。

## 近年の問題
2005年に立命館大学および立命館アジア太平洋大学において、雇止めに関連する訴訟が起こっていた。

## 歴代役職者

### 歴代総長
| 代 | 氏名       | 在職期間        | 備考                 |
| -- | ---------- | --------------- | -------------------- |
| 初 | 中川小十郎 | 1931年 - 1944年 |                      |
| 2  | 末川博     | 1948年 - 1969年 | 名誉総長             |
| 3  | 武藤守一   | 1970年          | 総長事務取扱から昇格 |
| 4  | 細野武男   | 1970年 - 1978年 |                      |
| 5  | 天野和夫   | 1978年 - 1984年 |                      |
| 6  | 谷岡武雄   | 1985年 - 1990年 |                      |
| 7  | 大南正瑛   | 1991年 - 1998年 |                      |
| 8  | 長田豊臣   | 1999年 - 2006年 |                      |
| 9  | 川口清史   | 2007年 - 2014年 |                      |
| 10 | 吉田美喜夫 | 2015年 - 2018年 |                      |
| 11 | 仲谷善雄   | 2019年 - 現在   |                      |

### 歴代理事・理事長
| 代   | 氏名       | 在職期間        | 備考                                    |
| ---- | ---------- | --------------- | --------------------------------------- |
| 理事 | 中川小十郎 | 1900年 - 1944年 | 中川と末弘のよる二人理事制              |
| 理事 | 末弘威麿   | 1913年 - 1927年 | 中川と末弘のよる二人理事制              |
| 初   | 池田繁太郎 | 1935年          | 池田の急逝後、9年間理事長職が空白となる |
| 2    | 石原廣一郎 | 1944年 - 1945年 | 戦犯指名による辞職                      |
| 3    | 岡善吉     | 不明            |                                         |
| 4    | 北川敏夫   | 不明            |                                         |
| 5    | 小田美奇穂 | 不明            |                                         |
| 6    | 木村嘉一   | 不明            |                                         |
| 7    | 上西喜代治 | 不明            |                                         |
| 8    | 西村清次   | 不明            |                                         |
| 9    | 川本八郎   | 1995年 - 2007年 |                                         |
| 10   | 長田豊臣   | 2007年 - 2017年 |                                         |
| 11   | 森島朋三   | 2017年 - 現在   |                                         |

## 設置校

### 現在設置している学校
- 立命館大学
- 立命館アジア太平洋大学
- 立命館中学校・高等学校
- 立命館宇治中学校・高等学校
- 立命館守山中学校・高等学校
- 立命館慶祥中学校・高等学校
- 立命館小学校

### かつて設置していた学校
- 立命館神山中学校・高等学校
- 立命館短期大学
- 立命館孔子学院
- 立命館アジア太平洋大学孔子学院